# UFC Fight Night: Nogueira vs. Nelson
UFC Fight Night: Nogueira vs. Nelson (también conocido como UFC Fight Night 39) fue un evento de artes marciales mixtas celebrado por Ultimate Fighting Championship el 11 de abril de 2014 en el du Arena en Abu Dhabi, Emiratos Árabes Unidos.

## Historia
La pelea entre Roy Nelson y Antônio Rodrigo Nogueira sirvió como evento estelar. El evento fue la segunda vez que la organización ha celebrado un evento en Abu Dhabi, después de UFC 112 en 2010. 
Se esperaba una pelea de peso mosca entre Alptekin Ozkilic y Dustin Ortiz que tendría lugar en esta tarjeta. Sin embargo, el 3 de abril, la pelea fue cancelada debido a una lesión de Ozkilic.
Se esperaba una pelea de peso medio entre Chris Camozzi y Andrew Craig que tendría lugar en esta tarjeta. Sin embargo, la pelea fue cancelada a corto plazo debido a una amigdalitis en Craig.

## Resultados
1. ↑  La pelea fue declarada Sin resultado por un choque accidental de cabezas que hizo que Yahya fuera incapaz de continuar.

## Premios extra
Cada peleador recibió un bono de $50,000.
- Pelea de la Noche: Clay Guida vs. Tatsuya Kawajiri
- Actuación de la Noche: Roy Nelson y Ramsey Nijem